# Giuseppe Giannini
Giuseppe Giannini, född 21 augusti 1964 i Rom, är en italiensk före detta professionell fotbollsspelare (yttermittfältare) som bland annat spelade i AS Roma och i det italienska landslaget. Han spelade 15 av sina 17 år som spelare i AS Roma. Han debuterade i Serie A den 31 januari 1982, bara 17 år gammal. Under sin långa Roma-karriär, var han med och vann Serie A 1982-1983 och italienska cupen tre gånger.
Giannini var även en nyckelfigur i det Italienska landslaget, och gjorde 47 landskamper och 6 mål. Giannini debuterade i landslaget i december 1986 och var med bland annat i EM 1988 då Italien slogs ut i semifinalen och i VM 1990 då Italien tog brons. Han lämnade Roma 1996 för Sturm Graz i Österrike. Han spelade också för Napoli och Lecce, innan han la av 1998. Sedan september 2007 har han varit tränare för Serie C1-klubben Massese. Tidigare har han varit tränare för Sambenedettese, Foggia och Arges Pitesti.